# Volvo S40/V40
Volvo S40/V40 er modelbetegnelsen for en personbilsmodelserie fra den svenske bilfabrikant Volvo, produceret mellem september 1995 og april 2004. I alt 423491 Volvo S40/V40 blev fremstillet. 

## Generelt
Modellerne S40 og V40 er små mellemklassebiler og afløste i sensommeren 1995 begge modellerne 440 og 460, som i år 1996 dog fortsat blev produceret sideløbende med S40 og V40.
Stationcarversionen fik betegnelsen V40, mens den ellers identiske sedan fik typebetegnelsen S40. De oprindeligt planlagte betegnelser S4 og F4 var nødt til at ændres, da Audi allerede havde fået eneret på betegnelsen "S4" til sportsmodellerne af Audi A4. S står for "Sedan" og V for "Versatility" (engelsk for "mangsidighed").
Platformen blev lavet i joint venture med Mitsubishi, som på samme platform byggede deres model Carisma. S40/V40 og Carisma blev fremstillet af NedCar i Born, Holland. Samarbejdet ophørte, da modellerne hver især udgik. S40 og V40 blev i årene 1998 til 2000 CKD-fremstillet af Swedish Motor Corporation i Botswana.
S40 blev i januar 2004 afløst af efterfølgeren med samme navn. Efterfølgeren for V40 kom på markedet i april 2004 og fik modelbetegnelsen Volvo V50. Disse modeller blev frem til 2012 bygget i samarbejde med Ford, som benyttede samme platform til anden generation af Ford Focus.

## Teknik
Ved introduktionen kunne modellen leveres med to benzinmotorer med 85 kW (116 hk) og 103 kW (140 hk) samt en turbodieselmotor (fra Renault) med 66 kW (90 hk). Dieselmotoren blev dog ikke importeret officielt til Danmark.
I maj 1997 blev motorprogrammet udvidet opad. Topmodellen fik en firecylindret turbomotor på 1,9 liter med 147 kW (200 hk). Modelbetegnelsen for denne model er T4. T4 har en tophastighed på 235 km/t og en accelerationstid fra 0 til 100 km/t på 7,3 sekunder. Dette er dog kun muligt for øvede førere, da forhjulstrækket trods standardmonteret antispinregulering (af Volvo kaldet DSA) på grund af motorens høje effekt ved sådanne manøvrer bliver overbelastet. Den ligeledes i 1997 introducerede Softturbo, 2,0 T med 118 kW (160 hk), er en mere harmonisk bil uden traktionsproblemer og har også flotte præstationer med 215 km/t og 8,3 sekunder.
Alle S40/V40-modeller er udstyret med forhjulstræk og femtrins manuel gearkasse. Visse benzinmotorer findes som ekstraudstyr også med automatgear.
- S40 bagfra
- Volvo V40 (1995–2000)

I S40/V40 kommer også en Mitsubishi-motor til indsats; den firecylindrede benzinmotor med direkte indsprøjtning har ved et slagvolume på 1,8 liter en effekt på 92 kW (125 hk) (senere 90 kW (122 hk)). Denne motor, som er den samme som i Mitsubishi Carisma GDI, fik typebetegnelsen 1,8i og bruger ifølge fabrikantens opgivelser næsten 1 liter mindre brændstof pr. 100 km end den ligeledes tilbudte 1,8-liters benzinmotor fra Volvo selv. Denne fandtes dog med automatgear, hvorimod 1,8i kun findes med manuel gearkasse.

## Facelift
I juli 2000 fik S40 og V40 et omfangsrigt facelift, som ud over nogle optiske ændringer også omfattede mange detailændringer. Den faceliftede model kan blandt andet kendes på forlygter i klart glas og en modificeret midterkonsol. Også skuldertraumebeskyttelsessystemet WHIPS blev ved faceliftet integreret i begge forsæderne.
- Volvo S40 (2000–2004)
- Volvo V40 (2000–2004)
- V40 bagfra

Et yderligere mindre facelift fandt sted i 2003. Modellerne efter dette facelift kan kendes på forkromede lister, en knap på bagklappen og et nyt instrumentbræt lignende de større Volvo-modeller.

## Sikkerhed
I takt med fabrikantens ry for sikre biler er S40/V40 som standard udstyret med komplet sikkerhedudstyr fra fabrikken med front- og sideairbags (første bil i sin klasse med fire airbags, fra faceliftet også to gardinairbags) samt ABS som standardudstyr. Ved gennemførslen af Euro NCAP's kollisionstest i 1997 fik S40 som den første bilmodel overhovedet fire stjerner.
Det svenske forsikringsselskab Folksam vurderer flere forskellige bilmodeller ud fra oplysninger fra virkelige ulykker, hvorved risikoen for død eller invaliditet i tilfælde af en ulykke måles. I rapporterne Hur säker är bilen? er/var S40 og V40 klassificeret som følger:
- 2001: Mindst 20 % bedre end middelbilen[6]
- 2003: Mindst 30 % bedre end middelbilen[7]
- 2005: Mindst 15 % bedre end middelbilen[8]
- 2007: Mindst 20 % bedre end middelbilen[9]
- 2009: Som middelbilen (1996-99) / mindst 20 % bedre end middelbilen (2000-04)[10]
- 2011: Som middelbilen[11]
- 2013: Mindst 20 % bedre end middelbilen[12]
- 2015: Mindst 20 % bedre end middelbilen[13]
- 2017: Mindst 20 % bedre end middelbilen[14]
- 2019: Mindst 20 % bedre end middelbilen[15]

## Tekniske data
S40/V40 findes udelukkende med firecylindrede motorer. Benzinmotorerne på 2,0 liter er i virkeligheden en Volvo 850/S70/V70-motor med én cylinder mindre. Turbomotorerne er også kombineret med gearkasser og bremse- og undervognskomponenter fra Volvo 850. Dette kan kendes på at bakgearet på turbomodellerne ligger bagest til højre, mens det på de øvrige versioner ligger forrest til venstre. Automatgear kunne kun leveres til benzinmotorerne undtagen 1,6- og 1,8i-modellerne mod merpris.

### Benzinmotorer

#### Sugemotorer
|                                                | 1.6                      | 1.6                      | 1.8                      | 1.8                             | 1.8i                         | 1.8i                  | 2.0                       | 2.0                             |
| Byggeperiode                                   | 7/1996–3/1999            | 3/1999–4/2004            | 9/1995–3/1999            | 3/1999–4/2004                   | 3/1998–7/2000                | 7/2000–8/2003         | 9/1995−8/1999             | 8/1999−4/2004                   |
| Motordata                                      |                          |                          |                          |                                 |                              |                       |                           |                                 |
| Motorfabrikat                                  | Volvo                    | Volvo                    | Volvo                    | Volvo                           | Mitsubishi                   | Mitsubishi            | Volvo                     | Volvo                           |
| Motorkode                                      | B4164S                   | B4164S2                  | B4184S                   | B4184S2                         | B4184SM                      | B4184SJ               | B4204S                    | B4204S2                         |
| Motortype                                      | R4-benzinmotor           | R4-benzinmotor           | R4-benzinmotor           | R4-benzinmotor                  | R4-benzinmotor               | R4-benzinmotor        | R4-benzinmotor            | R4-benzinmotor                  |
| Antal ventiler pr. cylinder                    | 4                        | 4                        | 4                        | 4                               | 4                            | 4                     | 4                         | 4                               |
| Ventilstyring                                  | DOHC, tandrem            | DOHC, tandrem            | DOHC, tandrem            | DOHC, tandrem                   | DOHC, tandrem                | DOHC, tandrem         | DOHC, tandrem             | DOHC, tandrem                   |
| Fødesystem                                     | Multipoint-indsprøjtning | Multipoint-indsprøjtning | Multipoint-indsprøjtning | Multipoint-indsprøjtning        | Direkte indsprøjtning        | Direkte indsprøjtning | Multipoint- indsprøjtning | Multipoint- indsprøjtning       |
| Trykladning                                    | –                        | –                        | –                        | –                               | –                            | –                     | –                         | –                               |
| Køling                                         | Vandkøling               | Vandkøling               | Vandkøling               | Vandkøling                      | Vandkøling                   | Vandkøling            | Vandkøling                | Vandkøling                      |
| Boring × slaglængde                            | 81,0 × 77,0 mm           | 81,0 × 77,0 mm           | 83,0 × 80,0 mm           | 83,0 × 82,4 mm                  | 81,0 × 89,0 mm               | 81,0 × 89,0 mm        | 83,0 × 90,0 mm            | 83,0 × 90,0 mm                  |
| Slagvolume                                     | 1587 cm³                 | 1587 cm³                 | 1731 cm³                 | 1783 cm³                        | 1834 cm³                     | 1834 cm³              | 1948 cm³                  | 1948 cm³                        |
| Kompressionsforhold                            | 10,5:1                   | 10,0:1                   | 10,5:1                   | 10,3:1                          | 12,5:1                       | 11,6:1                | 10,5:1                    | 10,3:1                          |
| Maks. effekt ved omdr./min.                    | 77 kW (105 hk) 5500      | 80 kW (109 hk) 5800      | 85 kW (115 hk) 5500      | 90 kW (122 hk) 5800             | 92 kW (125 hk) 5500          | 90 kW (122 hk) 5800   | 103 kW (140 hk) 6100      | 100 kW (136 hk) 5800            |
| Maks. drejningsmoment ved omdr./min.           | 143 Nm 4200              | 145 Nm 4000              | 165 Nm 4100              | 170 Nm 4000                     | 174 Nm 3750                  | 174 Nm 3750           | 183 Nm 4500               | 190 Nm 4000                     |
| Kraftoverførsel                                |                          |                          |                          |                                 |                              |                       |                           |                                 |
| Drivende hjul                                  | Forhjul                  | Forhjul                  | Forhjul                  | Forhjul                         | Forhjul                      | Forhjul               | Forhjul                   | Forhjul                         |
| Gearkasse (standardudstyr)                     | 5-trins manuel           | 5-trins manuel           | 5-trins manuel           | 5-trins manuel                  | 5-trins manuel               | 5-trins manuel        | 5-trins manuel            | 5-trins manuel                  |
| Gearkasse (ekstraudstyr)                       | –                        | –                        | 4-trins automatisk       | 4-, senere 5-trins automatisk   | –                            | –                     | 4-trins automatisk        | 4-, senere 5-trins automatisk   |
| Præstationer                                   |                          |                          |                          |                                 |                              |                       |                           |                                 |
| Topfart                                        | 190 km/t                 | 190 km/t                 | 195 km/t (190 km/t)      | 200 km/t (195 km/t)             | 200 km/t                     | 200 km/t              | 205 km/t (200 km/t)       | 205 km/t (200 km/t)             |
| Acceleration 0-100 km/t                        | 13,0 sek.                | 12,0 sek.[kilde mangler] | 11,0 sek. (12,5 sek.)    | 10,5 sek. (11,5 sek.)           | 10,5 sek.                    | 10,5 sek.             | 9,7 sek. (10,7 sek.)      | 9,7 sek. (10,7 sek.)            |
| Brændstofforbrug pr. 100 km ved blandet kørsel | 8,5 liter Blyfri 95      | 7,9 liter Blyfri 95      | 8,6 liter Blyfri 95      | 8,1 liter (8,9 liter) Blyfri 95 | 8,4 liter Blyfri 95          | 6,9 liter Blyfri 95   | 8,2 liter Blyfri 95       | 8,3 liter (9,1 liter) Blyfri 95 |
| Bemærkninger                                   |                          |                          |                          |                                 |                              |                       |                           |                                 |
|                                                |                          |                          |                          |                                 | Ikke egnet til E10-brændstof |                       |                           |                                 |

1. ↑  Denne motor findes ikke på det danske modelprogram
2. ↑  Værdier i parentes gælder for versioner med automatgear

#### Turbomotorer
|                                                | 1.9 T4                    | 2.0 T                    | 2.0 T                           | 2.0 T                           | T4                              |
| Byggeperiode                                   | 5/1997−7/2000             | 10/1997–7/2000           | 7/2000–6/2001                   | 6/2001–4/2004                   | 7/2000–4/2004                   |
| Motordata                                      |                           |                          |                                 |                                 |                                 |
| Motorfabrikat                                  | Volvo                     | Volvo                    | Volvo                           | Volvo                           | Volvo                           |
| Motorkode                                      | B4194T                    | B4204T2                  | B4204T3                         | B4204T3                         | B4204T5                         |
| Motortype                                      | R4-benzinmotor            | R4-benzinmotor           | R4-benzinmotor                  | R4-benzinmotor                  | R4-benzinmotor                  |
| Antal ventiler pr. cylinder                    | 4                         | 4                        | 4                               | 4                               | 4                               |
| Ventilstyring                                  | DOHC, tandrem             | DOHC, tandrem            | DOHC, tandrem                   | DOHC, tandrem                   | DOHC, tandrem                   |
| Fødesystem                                     | Multipoint-indsprøjtning  | Multipoint-indsprøjtning | Multipoint-indsprøjtning        | Multipoint-indsprøjtning        | Multipoint-indsprøjtning        |
| Trykladning                                    | Turbolader, ladeluftkøler | Turbolader               | Turbolader                      | Turbolader                      | Turbolader, ladeluftkøler       |
| Køling                                         | Vandkøling                | Vandkøling               | Vandkøling                      | Vandkøling                      | Vandkøling                      |
| Boring × slaglængde                            | 81,0 × 90,0 mm            | 83,0 × 90,0 mm           | 83,0 × 90,0 mm                  | 83,0 × 90,0 mm                  | 83,0 × 90,0 mm                  |
| Slagvolume                                     | 1855 cm³                  | 1948 cm³                 | 1948 cm³                        | 1948 cm³                        | 1948 cm³                        |
| Kompressionsforhold                            | 9,0:1                     | 9,0:1                    | 9,0:1                           | 9,0:1                           | 8,5:1                           |
| Maks. effekt ved omdr./min.                    | 147 kW (200 hk) 5500      | 118 kW (160 hk) 5100     | 121 kW (165 hk) 5250            | 120 kW (163 hk) 5250            | 147 kW (200 hk) 5500            |
| Maks. drejningsmoment ved omdr./min.           | 300 Nm 2400               | 230 Nm 1800−4800         | 240 Nm 1800−4500                | 240 Nm 1800−4500                | 300 Nm 2500−4000                |
| Kraftoverførsel                                |                           |                          |                                 |                                 |                                 |
| Drivende hjul                                  | Forhjul                   | Forhjul                  | Forhjul                         | Forhjul                         | Forhjul                         |
| Gearkasse (standardudstyr)                     | 5-trins manuel            | 5-trins manuel           | 5-trins manuel                  | 5-trins manuel                  | 5-trins manuel                  |
| Gearkasse (ekstraudstyr)                       | 4-trins automatisk        | 4-trins automatisk       | 5-trins automatisk              | 5-trins automatisk              | 4-, senere 5-trins automatisk   |
| Præstationer                                   |                           |                          |                                 |                                 |                                 |
| Topfart                                        | 235 km/t (225 km/t)       | 215 km/t (210 km/t)      | 220 km/t (215 km/t)             | 220 km/t (215 km/t)             | 235 km/t (230 km/t)             |
| Acceleration 0-100 km/t                        | 7,3 sek. (8,4 sek.)       | 8,5 sek. (9,0 sek.)      | 8,5 sek. (9,0 sek.)             | 8,5 sek. (9,0 sek.)             | 7,3 sek. (8,0 sek.)             |
| Brændstofforbrug pr. 100 km ved blandet kørsel | 9,0 liter Blyfri 95       |                          | 8,3 liter (9,2 liter) Blyfri 95 | 8,3 liter (9,2 liter) Blyfri 95 | 8,9 liter (9,5 liter) Blyfri 95 |

1. ↑  Med automatgear: 5200 omdr./min
2. ↑  Værdier i parentes gælder for versioner med automatgear

### Dieselmotorer
|                                                | 1.9 TD                    | 1.9 DI                    | 1.9 D                     | 1.9 D                     |
| Byggeperiode                                   | 9/1995–8/1999             | 3/1999–7/2000             | 7/2000–4/2004             | 7/2000–4/2004             |
| Motordata                                      |                           |                           |                           |                           |
| Motorfabrikat                                  | Renault                   | Renault                   | Renault                   | Renault                   |
| Motorkode                                      | D4192T (F8Q)              | D4192T2 (F9Q)             | D4192T4 (F9Q)             | D4192T3 (F9Q)             |
| Motortype                                      | R4-dieselmotor            | R4-dieselmotor            | R4-dieselmotor            | R4-dieselmotor            |
| Antal ventiler pr. cylinder                    | 2                         | 2                         | 2                         | 2                         |
| Ventilstyring                                  | OHC, tandrem              | OHC, tandrem              | OHC, tandrem              | OHC, tandrem              |
| Fødesystem                                     | Forkammer- indsprøjtning  | Direkte indsprøjtning     | Commonrail                | Commonrail                |
| Trykladning                                    | Turbolader, ladeluftkøler | Turbolader, ladeluftkøler | Turbolader, ladeluftkøler | Turbolader, ladeluftkøler |
| Køling                                         | Vandkøling                | Vandkøling                | Vandkøling                | Vandkøling                |
| Boring × slaglængde                            | 80,0 × 93,0 mm            | 80,0 × 93,0 mm            | 80,0 × 93,0 mm            | 80,0 × 93,0 mm            |
| Slagvolume                                     | 1870 cm³                  | 1870 cm³                  | 1870 cm³                  | 1870 cm³                  |
| Kompressionsforhold                            | 20,5:1                    | 19,0:1                    | 19,0:1                    | 19,0:1                    |
| Maks. effekt ved omdr./min.                    | 66 kW (90 hk) 4250        | 70 kW (95 hk) 4000        | 75 kW (102 hk) 4000       | 85 kW (115 hk) 4000       |
| Maks. drejningsmoment ved omdr./min.           | 176 Nm 2250               | 190 Nm 2000−3000          | 215 Nm 1750−3250          | 265 Nm 1750−2500          |
| Kraftoverførsel                                |                           |                           |                           |                           |
| Drivende hjul                                  | Forhjul                   | Forhjul                   | Forhjul                   | Forhjul                   |
| Gearkasse                                      | 5-trins manuel            | 5-trins manuel            | 5-trins manuel            | 5-trins manuel            |
| Præstationer                                   |                           |                           |                           |                           |
| Topfart                                        | 180 km/t                  | 180 km/t                  | 185 km/t                  | 195 km/t                  |
| Acceleration 0-100 km/t                        | 13,0 sek.                 | 12,5 sek.                 | 12,0 sek.                 | 10,5 sek.                 |
| Brændstofforbrug pr. 100 km ved blandet kørsel | 6,3 liter Diesel          | 6,3 liter Diesel          | 5,4 liter Diesel          | 5,4 liter Diesel          |

1. 1 2  Denne motor findes ikke på det danske modelprogram

## Udstyrslinjer
S40/V40 findes med tre forskellige udstyrspakker:
- Basis (uden speciel betegnelse)
- Comfort med bl.a. kørecomputer, kromapplikationer udvendigt, mørkegrå kabineapplikationer, alufælge, tågeforlygter, tekstilfodmåtter og RDS-radio med kassettebåndoptager.
- Sport med bl.a. kørecomputer, mørkbelagte forlygter i klart glas, pianosorte kabineapplikationer, front- og tagspoiler, alufælge, tågeforlygter, tekstilfodmåtter og RDS-radio med kassettebåndoptager.
- X-Sight med bl.a. xenonforlygter med rengøringssystem, 16" alufælge, 4×25 Watt RDS-radio med kassettebåndoptager og subwoofer, sidebeskyttelseslister og kofangere i bilens farve, dellæderindtræk, indlæg i træ eller Cyborg, læderrat og -gearknop, centrallåsesystem med fjernbetjening og deadlock.

Den sidste årsmodel hedder Classic Edition og har i forhold til de ovenfor nævnte udstyrspakker et udvidet standardudstyr.